# Ton van Eijk
Antonius Henricus Christiaan (Ton) van Eijk (Breda, 21 juli 1936) is een Nederlands priester van het bisdom Rotterdam.

## Levensloop

### Jeugd en studie
Van Eijk werd geboren in Breda en groeide op in een katholiek gezin van drie kinderen. Als kind was hij misdienaar in de Onze-Lieve-Vrouw-van-Goede-Raadkerk in Den Haag. Hij ging in 1948 theologie studeren aan het kleinseminarie Hageveld in Heemstede. Hij werd op 11 juni 1960 door bisschop Jansen in de Sint-Laurentius en Ignatiuskathedraal in Rotterdam tot priester gewijd.

### Kerkelijke loopbaan
Van Eijk werd na zijn wijding benoemd tot kapelaan van de Sint-Jan de Doperparochie in Wateringen. Op verzoek van de bisschop werd hij gevraagd voor een vervolgstudie in de patristiek in Heidelberg en twee jaar in Oxford waarna hij is overgeplaatst naar de Matthiasparochie in Warmond. Zijn vervolgstudie leidde tot een promomotie in 1971 in Parijs. Toen hij in 1973 terugkeerde naar Nederland werd hij pastoor van de parochies in De Zilk, Hillegom en Lisse. In 2017 bracht hij het boek Levend Brood voor onderweg. Een theologisch commentaar bij de litanie van het Heilig Sacrament uit.
Van Eijck had naast zijn werk als priester ook verschillende nevenfuncties. Zo werd hij 1989 voorzitter van de Katholieke Vereniging voor Oecumene en werd hij in 1999 benoemd tot voorzitter van Raad van Kerken in Nederland. In juni 2020 vierde hij zijn 60-jarig priesterjubileum. In datzelfde jaar werd hij door burgemeester Van Erk van Hillegom benoemd tot Ridder in de Orde van Oranje-Nassau na afloop van een viering in de Sint-Agathakerk in Lisse.

## Publicaties
- (1980) God anders: de betekenis van de Drieëenheid, ISBN 9030401818
- (1995) Dossier: kostbare eenheid, ISBN 9074606059
- (1996) De lengte en de breedte, de hoogte en de diepte: peilingen in de theologie van de sacramenten, ISBN 9021136392
- (2000) Teken van aanwezigheid: een katholieke ecclesiologie in oecumenisch perspectief, ISBN 9021138026
- (2001) Gedoopt, gevormd, gezonden: status en statuut van de pastoraal werk(st)er, ISBN 9021138611
- (2007) Ere wie ere toekomt : over de vrijwilliger in de liturgie, ISBN 9076242704
- (2010) Eucharistie: het woord en het brood, ISBN 9789490393076
- (2011) Een rijke oogst : de vruchten van de oecumenische dialoog, ISBN 9789089720337
- (2017) Levend Brood voor onderweg. Een theologisch commentaar bij de litanie van het Heilig Sacrament, ISBN 9789491991431
- (2019) Alleen liefde heeft toekomst, ISBN 9789089723567